# Воден режим в Перник
Водният режим в Перник започва на 18 ноември 2019 г.
Причината е критично ниското ниво на язовир „Студена“. Според него перничани ще имат вода едва 10 часа дневно – от 5 до 10 часа и от 17 до 22 часа.
От 17 декември обаче водният режим става още по-тежък, като жителите на града вече имат достъп до вода само 8 часа на ден – от 14 до 22 часа. Според новия режим ограничен достъп до вода ще имат и други градове и села в Област Перник.
На 21 декември 2019 г. в Перник е обявено бедствено положение с цел започване на строителни дейности за увеличаване нивото на язовир „Студена“.